# Amanda McGrory
Pour les articles homonymes, voir McGrory.
Amanda McGrory, née le 9 juin 1986 à Chester (Pennsylvanie), est une athlète handisport américain concourant dans la catégorie T53 pour les athlètes en fauteuil. Elle possède sept médailles paralympiques dont un titre obtenu en 2008.

## Biographie
Victime d'une myélite transverse (une inflammation de la colonne vertébrale), Amanda McGrory se retrouve paralysée au niveau des jambes à l'âge de 5 ans. Pendant les semaines qui suivent le diagnostic, elle refuse de s'alimenter. Peu après, ses parents découvrent la Variety Club of Philadelphia, un camp de vacances pour les enfants avec des handicaps où elle découvre le handisport.
Boursière, elle obtient un baccalauréat universitaire en psychologie de l'Université de l'Illinois à Urbana-Champaign en 2010 puis un master en sciences de l'information et de la communication en 2018. Pendant ses études, elle joue dans l'équipe de basket-ball en fauteuil et fait partie de l'équipe d'athlétisme.
Pour ses débuts internationaux, elle rafle deux médailles aux Mondiaux à Assen en 2006 : l'or sur le 800 m T53 et l'argent sur le 400 m T53.
Amanda McGrory participe à ses premiers Jeux paralympiques en 2008 à Pékin où elle remporte son unique titre sur le 5 000 m T54. Là, elle remporte également l'argent sur le marathon, le bronze sur le 800 m T53 et le 4 × 100 m T53-54 et termine 5e du 1 500 m T54.
En 2009, alors encore étudiante, elle arrive deuxième du marathon de Chicago derrière sa collègue d'université Tatyana McFadden. L'année suivante, Amanda McGrory remporte le Marathon de Londres. Deux ans plus tard, elle remporte le Marathon de New York 2011 en battant le record de la course en 1 h 50 min 24 s. L'ancien record, détenu par Edith Hunkeler depuis 2007 était de 1 h 52 min 38 s. La même année, elle remporte également le Marathon de Paris et celui de Londres. Cette année-là, elle remporte deux médailles d'or sur le 800 et le 5 000 m T53 ainsi que le bronze sur le 400 m T53 et le marathon T53-54 aux Championnats du monde de Christchurch.
Aux Jeux paralympiques de Londres, elle ne monte sur aucun podium finissant au mieux 4e du marathon T54. L'année suivante, aux Championnats du monde 2013, elle rentre également bredouille, sa meilleure performance étant la 4e place du marathon.
En 2016, Amanda McGrory participe une nouvelle fois au Marathon de Chicago qu'elle termine à la troisième place puis à la deuxième place l'année suivante. Son plus mauvais classement à ce marathon advient en 2018, lorsqu’elle termine 13e.
Elle rentre des Jeux paralympiques d'été de 2016 après être montée trois fois sur le podium : sur la deuxième marche du 1 500 m T54 et sur la troisième marche du 5 000 m et du marathon T54. À Londres en 2017, Amanda McGrory remporte 3 médailles mondiales sur les 3 courses auxquelles elle participe : l'argent sur le 1 500 et le 5 000 m et le bronze sur le 800 m T54.
Le 30 septembre 2019, elle termine deuxième du Marathon de Berlin derrière la Suisse Manuela Schär. Quelques semaines plus tard, elle remporte la médaille d'argent sur le 800 m T54 lors des championnats du monde d'athlétisme handisport 2019. Là-bas, elle termine également 2e du 400 m T54 et 3e du 800 m T54.

## Palmarès

### Compétitions internationales
| Année | Compétition           | Lieu           | Place | Épreuve          | Temps           |
| ----- | --------------------- | -------------- | ----- | ---------------- | --------------- |
| 2006  | Championnats du monde | Assen          | 1re   | 800 m T53        | 2 min 11 s 44   |
| 2006  | Championnats du monde | Assen          | 2e    | 400 m T53        | 59 s 33         |
| 2006  | Championnats du monde | Assen          | 4e    | Marathon T54     | 1 h 59 min 43 s |
| 2006  | Championnats du monde | Assen          | 5e    | 1 500 m T54      | 3 min 44 s 59   |
| 2008  | Jeux paralympiques    | Pékin          | 1re   | 5 000 m T54      | 12 min 29 s 07  |
| 2008  | Jeux paralympiques    | Pékin          | 2e    | Marathon T54     | 1 h 40 min 00   |
| 2008  | Jeux paralympiques    | Pékin          | 3e    | 800 m T53        | 1 min 57 s 31   |
| 2008  | Jeux paralympiques    | Pékin          | 3e    | 4 × 100 m T53-54 | 1 min 02 s 16   |
| 2008  | Jeux paralympiques    | Pékin          | 5e    | 1 500 m T54      | 3 min 42 s 17   |
| 2011  | Championnats du monde | Christchurch   | 1re   | 800 m T53        | 1 min 53 s 29   |
| 2011  | Championnats du monde | Christchurch   | 1re   | 5 000 m T54      | 12 min 52 s 41  |
| 2011  | Championnats du monde | Christchurch   | 3e    | 400 m T53        | 1 min 00 s 85   |
| 2011  | Championnats du monde | Christchurch   | 3e    | Marathon T54     | 1 h 48 s 24     |
| 2011  | Championnats du monde | Christchurch   | 6e    | 1 500 m T54      | 3 min 37 s 55   |
| 2012  | Jeux paralympiques    | Londres        | 4e    | Marathon T54     | 3 min 38 s 19   |
| 2012  | Jeux paralympiques    | Londres        | 7e    | 800 m T53        | 1 min 54 s 48   |
| 2012  | Jeux paralympiques    | Londres        | 7e    | 1 500 m T54      | 3 min 38 s 19   |
| 2012  | Jeux paralympiques    | Londres        | 7e    | 5 000 m T54      | 12 min 29 s 07  |
| 2013  | Championnats du monde | Lyon           | 4e    | 5 000 m T54      | 12 min 09 s 23  |
| 2013  | Championnats du monde | Lyon           | 4e    | Marathon T54     | 1 h 51 min 46   |
| 2013  | Championnats du monde | Lyon           | 6e    | 800 m T53        | 1 min 54 s 86   |
| 2013  | Championnats du monde | Lyon           | 9e    | 1 500 m T54      | 3 min 36 s 13   |
| 2016  | Jeux paralympiques    | Rio de Janeiro | 2e    | 1 500 m T54      | 3 min 22 s 61   |
| 2016  | Jeux paralympiques    | Rio de Janeiro | 3e    | 5 000 m T54      | 11 min 54 s 34  |
| 2016  | Jeux paralympiques    | Rio de Janeiro | 3e    | Marathon T54     | 1 h 38 min 45 s |
| 2016  | Jeux paralympiques    | Rio de Janeiro | 4e    | 800 m T54        | 1 min 45 s 24   |
| 2017  | Championnats du monde | Londres        | 2e    | 1 500 m T54      | 3 min 25 s 43   |
| 2017  | Championnats du monde | Londres        | 2e    | 5 000 m T54      | 12 min 33 s 64  |
| 2017  | Championnats du monde | Londres        | 3e    | 800 m T54        | 1 min 49 s 64   |
| 2019  | Championnats du monde | Dubaï          | 2e    | 800 m T54        | 1 min 48 s 64   |
| 2019  | Championnats du monde | Dubaï          | 2e    | 400 m T54        | 54 s 85         |
| 2019  | Championnats du monde | Dubaï          | 3e    | 1 500 m T54      | 3 min 34 s 32   |

### Marathons
| Année | Marathon             | Place |
| ----- | -------------------- | ----- |
| 2009  | Marathon de Chicago  | 2e    |
| 2010  | Marathon de Londres  | 1re   |
| 2011  | Marathon de New York | 1re   |
| 2011  | Marathon de Paris    | 1re   |
| 2011  | Marathon de Londres  | 1re   |
| 2016  | Marathon de Chicago  | 3e    |
| 2017  | Marathon de Chicago  | 2e    |
| 2018  | Marathon de Chicago  | 13e   |
| 2019  | Marathon de Berlin   | 2e    |